# ميتش لي
ميتش لي (بالإنجليزية: Mitch Leigh)‏ هو مؤلف موسيقى تصويرية وكاتب أغاني وموسيقي وملحن ومخرج أمريكي، ولد في 30 يناير 1928 في بروكلين في الولايات المتحدة، وتوفي في 16 مارس 2014 في مانهاتن في الولايات المتحدة.

## وصلات خارجية
- ميتش لي على موقع IMDb (الإنجليزية)
- ميتش لي على موقع ميوزك برينز (الإنجليزية)
- ميتش لي على موقع قاعدة بيانات برودواي على الإنترنت (الإنجليزية)
- ميتش لي على موقع قاعدة بيانات برودواي على الإنترنت (الإنجليزية)
- ميتش لي على موقع أول ميوزيك (الإنجليزية)
- ميتش لي على موقع ديسكوغز (الإنجليزية)